# Eszter Anóka
Eszter Anóka (n. 8 februarie 1942, Budapesta- d. 21 martie 1994, Budapesta) a fost o scriitoare, poetă și jurnalistă maghiară.